# Enrico I Kőszegi
Enrico (I) Kőszegi della stirpe degli Héder (in ungherese Héder nembeli (I.) Kőszegi Henrik; in croato Henrik II. Gisingovac; in tedesco Heinrich II. von Güns; ... – Polgárdi, 26/29 settembre 1274), anche noto come Enrico il Grande, fu un influente nobile ungherese vissuto nella seconda metà del XIII secolo, progenitore e primo membro conosciuto della potente famiglia dei Kőszegi.
Enrico fu uno dei più noti "oligarchi" a governare de facto in modo indipendente il proprio dominio durante l'epoca dell'anarchia feudale in Ungheria.
In un primo momento, Enrico divenne il più leale sostenitore di re Béla IV, che condusse una guerra civile con il suo figlio ed erede, duca Stefano. Dopo la morte di Béla IV nel 1270, Enrico si recò in esilio in Boemia, ma quando Stefano V morì improvvisamente nel 1272, egli ne approfittò per tornare in Ungheria. Da quel frangente, divenne una figura centrale nei conflitti interni tra i gruppi aristocratici rivali. Massacrò brutalmente il duca Béla di Macsó nel novembre del 1272 e in seguito rapì anche il duca Andrea, il quale aveva all'epoca sei anni, nel luglio del 1274. Enrico fu ucciso nella battaglia di Föveny nel settembre del 1274. La storiografia del XIX secolo lo identificava erroneamente come Enrico di Németújvár (o Güssing).

## Biografia

### Origini e primi anni
Enrico Kőszegi discendeva dalla famiglia degli Héder, i cui capostipiti erano due cavalieri tedeschi, Wolfer e Héder, che provenivano da Hainburg, nel Ducato di Svevia, e che avevano vissuto nel regno d'Ungheria all'epoca di Géza II d'Ungheria. Tale resoconto è testimoniato dalla Chronica Picta, la quale si basa sulla narrazione fornita da un autore contemporaneo di Enrico, il cronista Ákos. Altre opere presentano diverse teorie sull'origine: le Gesta Hunnorum et Hungarorum di Simone di Kéza riferiscono che i fratelli provenivano da «Vildonia», riferendosi a Burgruine Wildon, nella Stiria, ma in realtà il castello stesso fu costruito solo dopo il 1157, quindi tale identificazione è da ritenersi errata. Giovanni di Thurocz afferma nella sua Chronica Hungarorum che i due cavalieri provenivano da Hainburg di «Alemannia», quindi dal ducato di Svevia. La maggioranza degli storici ha giudicato verosimile la versione presentata da Ákos e dalla Chronica Picta.
Il padre di Enrico era Enrico (I), nipote del fratello maggiore, Wolfer (morto intorno al 1157), fondatore dell'abbazia di Küszén (poi Németújvár, oggi Burg Güssing, in Austria). I possedimenti terrieri del genitore si sviluppavano lungo il fiume Lendava, vicino al confine occidentale con l'Austria. Apparso in alcuni documenti nel periodo tra il 1208 e il 1212, possedeva vantava anche il giuspatronato sull'Abbazia benedettina di Kapornak. Enrico (II) era l'unico suo figlio noto. Il suo nome compate per la prima volta in un documento contemporaneo nel 1237, insieme ai suoi cugini, Enrico II e Virunt (o Werenherth), quando erano co-patroni dell'abbazia di Kapornak (motivo per cui il padre del giovane Enrico era sicuramente deceduto a quel tempo).

### Sostenitore di re Béla

#### Ascesa al potere

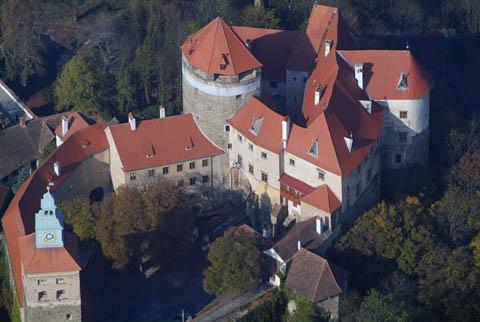
Burg Schlaining (Szalónak), costruito da Enrico Kőszegi prima del 1270

I primi passi compiuti da Enrico restano per larghi tratti sconosciuti. Secondo lo storico Jenő Szűcs, egli apparteneva alla scorta di re Béla IV, che fuggì dall'Ungheria attraverso la Transdanubio, sfuggendo alla prima invasione mongola dell'Ungheria conseguente alla disastrosa battaglia di Mohi nel 1241. È possibile che il giovane Enrico, le cui terre ereditate si trovavano a ridosso del confine austriaco, entrò al servizio della corte lì e rimase un membro della scorta in Dalmazia, dove Béla e la sua famiglia si rifugiarono nelle città ben fortificate sulla costa del mar Adriatico. Il primo indubbio riferimento a Enrico nei documenti medievali risale al 1244, quando fu nominato ispán del comitato di Vas. Preservò la carica almeno fino al dicembre del 1245 (ma è plausibile che l'avesse ricoperta sino al 1247). In quel periodo, Béla IV affidò a lui e ad Heimo, il vescovo di Vác, il compito di indagare e supervisionare le precedenti concessioni terriere reali avvenute nel comitato di Vas. Successivamente, ricoprì la carica di ispán del comitato di Somogy dal 1247 al 1260. Enrico divenne uno degli aristocratici più potenti del regno grazie alla sua nomina di giudice reale nel 1254, la seconda carica più prestigiosa della corte regia. Anche questa dignità fu preservata sino al 1260, più precisamente fino a giugno o a novembre. Ebbe anche un vice, tale Nicola Tengerdi, almeno dal 1256. Enrico partecipò a una campagna della corona nell'estate del 1260, quando Béla e i suoi alleati invasero la Moravia, ma Ottocaro II li sconfisse nella battaglia di Kressenbrunn il 12 luglio 1260. La disfatta costrinse Béla a rinunciare alla Stiria in favore del re di Boemia in ossequio alla pace di Vienna firmata il 31 marzo 1261.

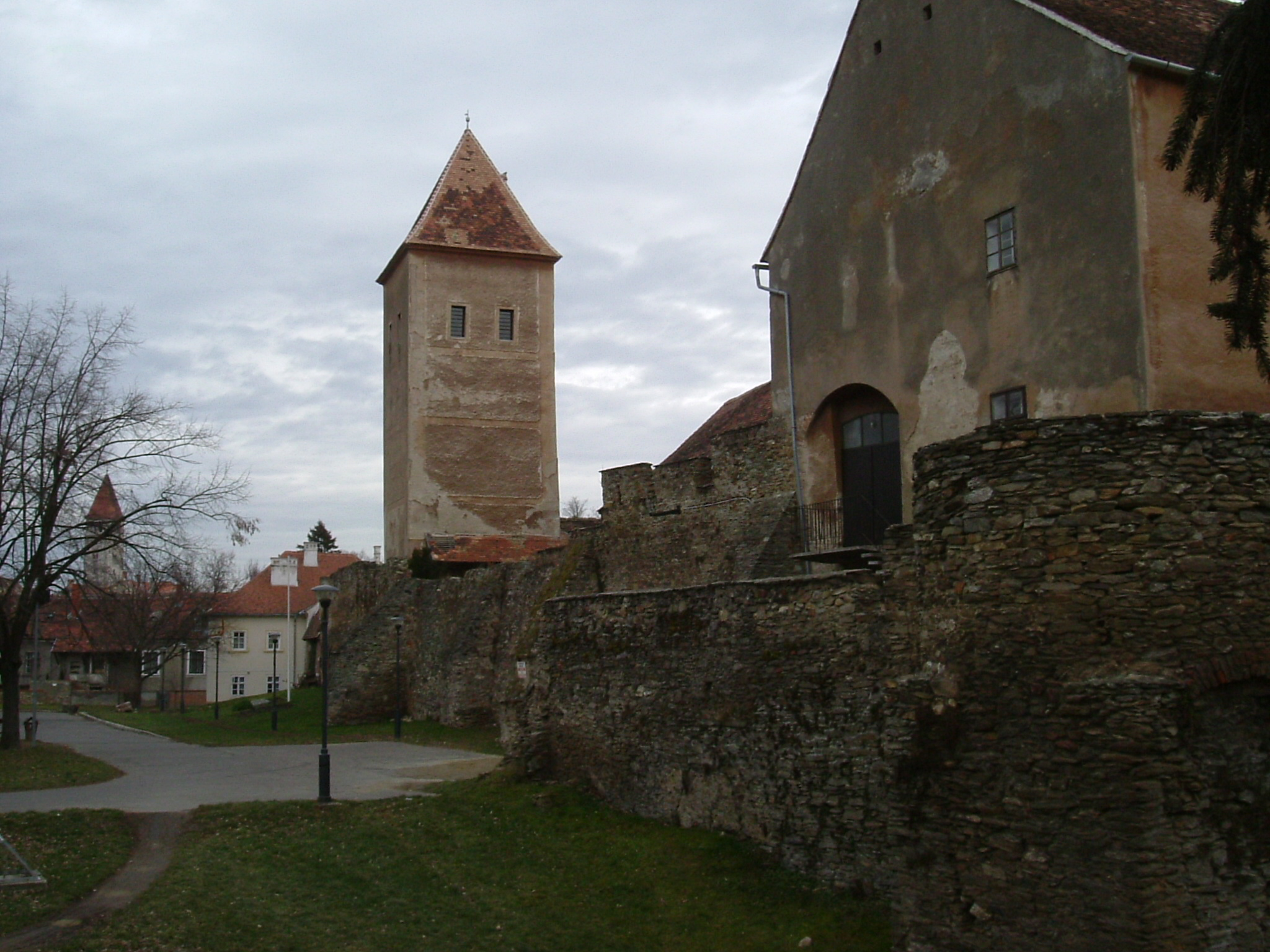
Le mura medievali del castello di Kőszeg, costruite e di proprietà di Enrico Kőszegi e dei suoi discendenti

Il comitato di Vas divenne il centro e la base territoriale per le sue future espansioni e acquisizioni di latifondi in tutte le direzioni in tutta la Transdanubio occidentale, che si elevò in una provincia territoriale contigua e coerente su larga scala entro la fine del XIII secolo. Fu Enrico a costruire i castelli di Szentvid e Szalónak (l'attuale Stadtschlaining, in Austria) nella regione. Ricevendo ingenti donazioni di terreni personali per la sua carriera militare e la sua lealtà nei decenni successivi, fu il fondatore e il primo membro della famiglia Kőszegi (in precedenza chiamata erroneamente anche Németújvári o Güssingi nella storiografia), che aveva dominato la parte nord-occidentale del comitato di Vas e le loro terre erano disposte attorno a importanti fortezze, ad esempio il Borostyánkő (la moderna Bernstein, in Austria) e l'eponima Kőszeg, che si sviluppò fino a divenire un ricco avamposto commerciale sotto 
Enrico. Il dominio di Béla, che concesse privilegi cittadini all'insediamento e vi trasferì la sua residenza permanente dopo la costruzione di un castello ben fortificato. Grazie al sostegno e alle generose sovvenzioni di Béla, Enrico Kőszegi stabilì la sua signoria in maniera indipendente rispetto ai suoi parenti, senza congiungerli a quanto precedentemente acquisito dagli antenati nelle aree opposte del comitato di Vas. Enrico Kőszegi e i suoi discendenti divennero la potenza dominante dell'intero Transdanubio nel giro di decenni, estendendosi dalle prime terre acquisite dai loro pater familias nel comitato di Vas. Nel 1270, Enrico possedeva i forti di Kőszeg, Szentvid, Szalónak, Borostyánkő, Kertes (Pinkakertes, oggi un distretto di Eberau, in Austria), oltre ai castelli del defunto "Farkas di Zagorje" e forse Léka (oggi Lockenhaus, in Austria). Tuttavia, Enrico non possedette mai il forte di Németújvár (Burg Güssing) durante la sua vita; fu riconquistato solo da suo figlio, Ivan Kőszegi, e ritornò in mano agli Héder dopo quasi un secolo, subito più tardi del 1280. Pertanto, i precedenti tentativi storiografici ungheresi di chiamare la famiglia "Németújváris" o "Güssingis" (e anche "Küszinis") sono infondati e anacronistici; tuttavia, compaiono ancora come "Güssinger" nelle opere accademiche in lingua tedesca. Nei documenti contemporanei, venivano indicati come «generacio Heyderici» (1265) o «genus Heydrich» (1279).

#### Palatino d'Ungheria
Enrico Kőszegi sostituì un altro fedele sostenitore di Béla, Rolando Rátót come palatino d'Ungheria e ispán del comitato di Pozsony nell'autunno del 1260. Durante la sua parentesi, Enrico esercitò i suoi poteri giudiziari nella parte occidentale dell'Ungheria. Proseguendo la sua attività precedente nell'Ungheria nordoccidentale, sindacò delle controversie giudiziarie a Pozsony, Giavarino e Zala nel 1260 e nel 1261. Divenne anche proprietario di Modor (l'odierna Modra, in Slovacchia). Durante quel periodo emersero delle tensioni tra il re Béla IV e il suo primogenito Stefano. Il favoritismo di Béla nei confronti del figlio minore, Béla (che nominò duca di Slavonia) e della figlia, Anna irritò Stefano, che si dimostrò un capo militare più abile e capace di suo padre. Il deterioramento dei loro rapporti causò una guerra civile che durò fino al 1266. Dopo un breve conflitto, Béla IV e suo figlio si divisero il paese e Stefano ricevette le terre a est del Danubio nel 1262, adottando anche il titolo di «re minore» (rex iunior). A causa delle condizioni di guerra, Enrico non fu in grado di esercitare i suoi poteri giudiziari e solo quattro carte note furono conservate durante il periodo rimanente del suo incarico come palatino.

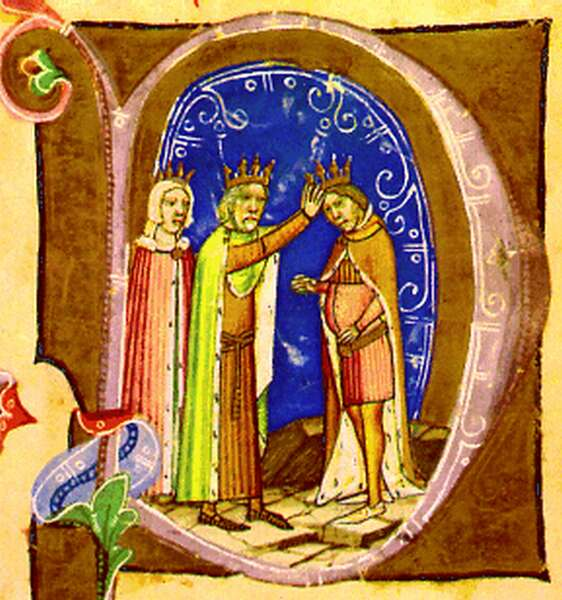
Stefano V incoronato da suo padre, Béla IV. Miniatura tratta dalla Chronica Picta

Il rapporto tra padre e figlio rimase teso e la riconciliazione tra Stefano e suo padre fu solo temporanea. Il re minore sequestrò e confiscò i domini di sua madre Maria Lascaris di Nicea e di sua sorella, Anna, che si trovavano nelle terre sotto il suo dominio. L'esercito di Béla IV attraversò il Danubio sotto il comando di Anna qualche tempo dopo l'autunno del 1264, decretando l'inizio della guerra civile tra padre e figlio (guerra civile ungherese (1264-1265)). Enrico Kőszegi fu uno dei più convinti sostenitori di Béla durante il conflitto e in seguito salì gradualmente alla ribalta nel consiglio reale. Lo storico Attila Zsoldos ritiene che Enrico agì come vero e proprio generale delle truppe reali sotto il comando nominale della duchessa Anna, che costituiva il corpo settentrionale dell'esercito reale di Béla durante la guerra civile. Ciononostante, l'esercito di Anna occupò il forte di Patak (attualmente in rovina, vicino a Sátoraljaújhely) e catturò la moglie di Stefano, Elisabetta la Cumana e i figli, tra cui il futuro Ladislao IV. In seguito, Enrico e le sue truppe iniziarono ad assediare e occupare uno dopo l'altro i castelli di Stefano nelle zone orientali dell'Alta Ungheria, mentre un piccolo contingente recuperò i possedimenti precedentemente confiscati ad Anna nel comitato di Bereg. Dopo la caduta di Patak, il duca Stefano inviò il suo fedele soldato Pietro Csák nelle zone settentrionali del regno del re minore, che assediò con successo e riconquistò il forte di Baranka (oggi rovine in Ucraina) dalle truppe di Enrico.
Contemporaneamente, un distaccamento dell'esercito reale, al comando del giudice reale di Béla, Lorenzo, figlio di Kemény, costrinse il duca Stefano a ritirarsi fino alla fortezza di Feketehalom (Codlea, in Romania), nell'angolo più orientale della Transilvania. I sostenitori del re minore liberarono il castello e lui iniziò un contrattacco in autunno contro l'esercito di Enrico nell'Ungheria settentrionale, che presumibilmente non ricevette alcuna notizia della sconfitta degli assedianti di Lorenzo. A causa del prolungato assedio di Feketehalom (che, di fatto, si impantanò a quel punto), Enrico Kőszegi inviò un abile comandante militare, Ernye Ákos, con un esercito di guerrieri cumani nei pressi del Tibisco, per supportare gli assedianti e, in seguito, per ostacolare la controffensiva del duca Stefano. La battaglia ebbe luogo da qualche parte a ovest di Várad (odierna Oradea, in Romania) nel febbraio del 1265. Ernye subì una grave sconfitta e fu lui stesso catturato dall'esercito nemico di Pietro Csák. L'esercito principale di Enrico fu costretto a ritirarsi al centro del regno, quando l'esercito di Stefano attraversò il Tibisco a Várkony e marciò verso il Transdanubio.
Secondo Jans der Enikel, un cronista austriaco contemporaneo, l'esercito di Enrico era composto dall'intero esercito reale di Béla IV, integrato da truppe ausiliarie di 1 000 uomini sotto la guida di Enrico Preussel, il "rettore" di Buda, inviato sul posto dalla sposa di Béla, la regina Maria. Il figlio di Anna, Béla di Macsó, fu nominato generale nominale dell'esercito reale, con i suoi luogotenenti Enrico Kőszegi e Enrico Preussel, ma la guida effettiva rimase nelle mani di Enrico Kőszegi. Stefano e il suo esercito ottennero una vittoria decisiva sull'esercito di suo padre nella battaglia di Isaszeg nel marzo del 1265. Béla di Macsó riuscì a fuggire dal campo di battaglia, mentre Enrico Kőszegi fu fatto prigioniero da un giovane cavaliere di corte, Reynold Básztély, che fece cadere il potente signore dalla sella del cavallo con la sua lancia e fece sì che finisse cattursto. Anche a Enrico Preussel toccò un'eguale sorte, di poco precedente al momento in cui fu giustiziato. Anche due dei figli di Enrico, Nicola e Ivan, furono catturati (compaiono per la prima volta in un documento contemporaneo in questa battaglia). Insieme ad altri prigionieri, i tre incatenarono KőszeI gi furono presentati alla corte ducale di Stefano poco dopo lo scontro. Enrico e i suoi figli erano tenuti prigionieri e, dopo la battaglia di Isaszeg, Béla IV fu costretto ad accettare l'autorità di Stefano nelle parti orientali del regno. Il 23 marzo 1266, padre e figlio confermarono la pace nel Convento della Beata Vergine sull'isola dei Conigli ed Enrico e i suoi due figli, insieme ad altri, furono liberati dalla prigionia.

#### Bano di Slavonia
Una volta liberato, Enrico fu destituito dall'incarico di palatino d'Ungheria e di ispán del comitato di Pozsony intorno al febbraio 1267. Ciononostante, preservò la propria influenza alla corte reale durante i mesi di transizione. Durante la guerra civile in Ungheria, il vassallo di Stefano, il despota Giacobbe Svetoslav, si sottomise allo zar di Bulgaria Costantino I Tikh. Nell'estate del 1266, Stefano invase la Bulgaria, conquistò Vidin, Pleven e altre fortezze e sbaragliò i bulgari in cinque battaglie. Anche il bano Rolando Rátót partecipò a una campagna contro il Secondo Impero bulgaro. Tuttavia, nonostante il precedente accordo, Rolando divenne presto vittima politica della rivalità tra Béla IV e Stefano. Sotto «l'influenza degli intrighi dei nobili di corte», come si legge in un documento successivo, re Béla destituì Rolando e lo sostituì con Enrico Kőszegi. Anche i suoi possedimenti furono saccheggiati e distrutti in Slavonia. Enrico Kőszegi appare per la prima volta in questa dignità all'inizio di settembre del 1267, e così divenne anche tutore e viceré del giovane Béla, che era ancora designato duca di Slavonia. Béla e Stefano confermarono insieme le libertà dei "servitori reali", da allora in poi designati come nobili, nell'estate del 1267. Enrico era tra gli aristocratici presenti a Strigonio, poi a Óbuda a settembre. Secondo lo storico Attila Zsoldos, si trattò in realtà di una mobilitazione militare e Enrico era tra i baroni che sostenevano una prossima guerra contro il duca Stefano. Tuttavia, i servitori reali mobilitati non erano entusiasti di un altro conflitto interno, anzi chiesero a Béla il riconoscimento dei loro diritti e privilegi e, su loro richiesta, il nome del duca assente fu incluso nello statuto.
In qualità di bano di Slavonia, Enrico Kőszegi continuò l'attività dei suoi predecessori e coniò il suo denario d'argento decorato con martore in tutta la Slavonia, il cosiddetto banovac o banski denar. Le sue monete, con le iniziali "h-R", furono coniate nella zecca reale di Zagabria, quindi chiamate anche «denarius zagrabiensis». È plausibile che Enrico avesse acquisito i castelli summenzionati di «Farkas di Zagorje», tra cui forse Krapina (Korpona), nel comitato di Varasdino, quando era bano. Il figlio prediletto di re Béla, il duca Béla di Slavonia, raggiunse l'età adulta e iniziò a governare il suo ducato dal 1268, subordinando Enrico. Tuttavia, il giovane Béla morì nell'estate del 1269. Anche il protettore di Enrico, Béla IV, morì sull'isola dei Conigli il 3 maggio 1270.

### Esilio
Dopo la morte di Béla, la duchessa Anna si impadronì del tesoro reale e fuggì in Boemia. Stefano arrivò a Buda nel giro di pochi giorni e nominò i suoi sostenitori alle più alte cariche; Enrico Kőszegi fu sostituito come bano di Slavonia da Gioacchino Gutkeled. Tuttavia, è plausibile che Enrico avesse assistito all'incoronazione di Stefano V e avesse formalmente giurato fedeltà al nuovo monarca il 17 maggio. I castelli e i possedimenti lungo il confine austriaco divennero una zona cuscinetto a causa della costante minaccia delle ambizioni espansionistiche di Ottocaro II. Dopo la sua incoronazione, Stefano V incontrò il sovrano boemo vicino a Pressburgo (l'odierna Bratislava, in Slovacchia), dove conclusero una tregua. In seguito, si insediò nel comitato di Vas e tentò di riconciliare i vecchi sostenitori del suo defunto padre, tra cui Enrico Kőszegi e Lorenzo I Aba, e nominò castellani reali presso i forti di confine a causa della minaccia di guerra con la Boemia. Tuttavia, uno dei signorotti locali, Nicola III Hahót, stanziò soldati stiriani nel suo forte di Pölöske e compì incursioni di saccheggio contro i villaggi vicini. L'intenzione di Stefano di evitare lo scontro con i signori del Transdanubio occidentale legati a Béla fu sventata dall'insurrezione di Nicola Hahót. Sebbene la sua ribellione fu repressa in pochi giorni, verso la fine di novembre, Zsoldos ha sostenuto che l'insurrezione e la conseguente repressione portarono, al posto di una pacifica riconciliazione, diversi nobili che possedevano terre lungo il confine, tra cui Enrico Kőszegi e i suoi figli, Lorenzo Aba e Nicola Geregye, a seguire la duchessa Anna in esilio in Boemia e a consegnare i propri castelli a Ottocaro II, che pose la cerchia di traditori sotto la sua protezione. Enrico Kőszegi consegnò in totale sette castelli, tutti situati lungo il confine dell'Ungheria con i regni di Ottocaro. Più o meno nello stesso periodo, anche gli arcieri reali del comitato di Vas giurarono fedeltà a Enrico, che entrò così al servizio del re di Boemia.

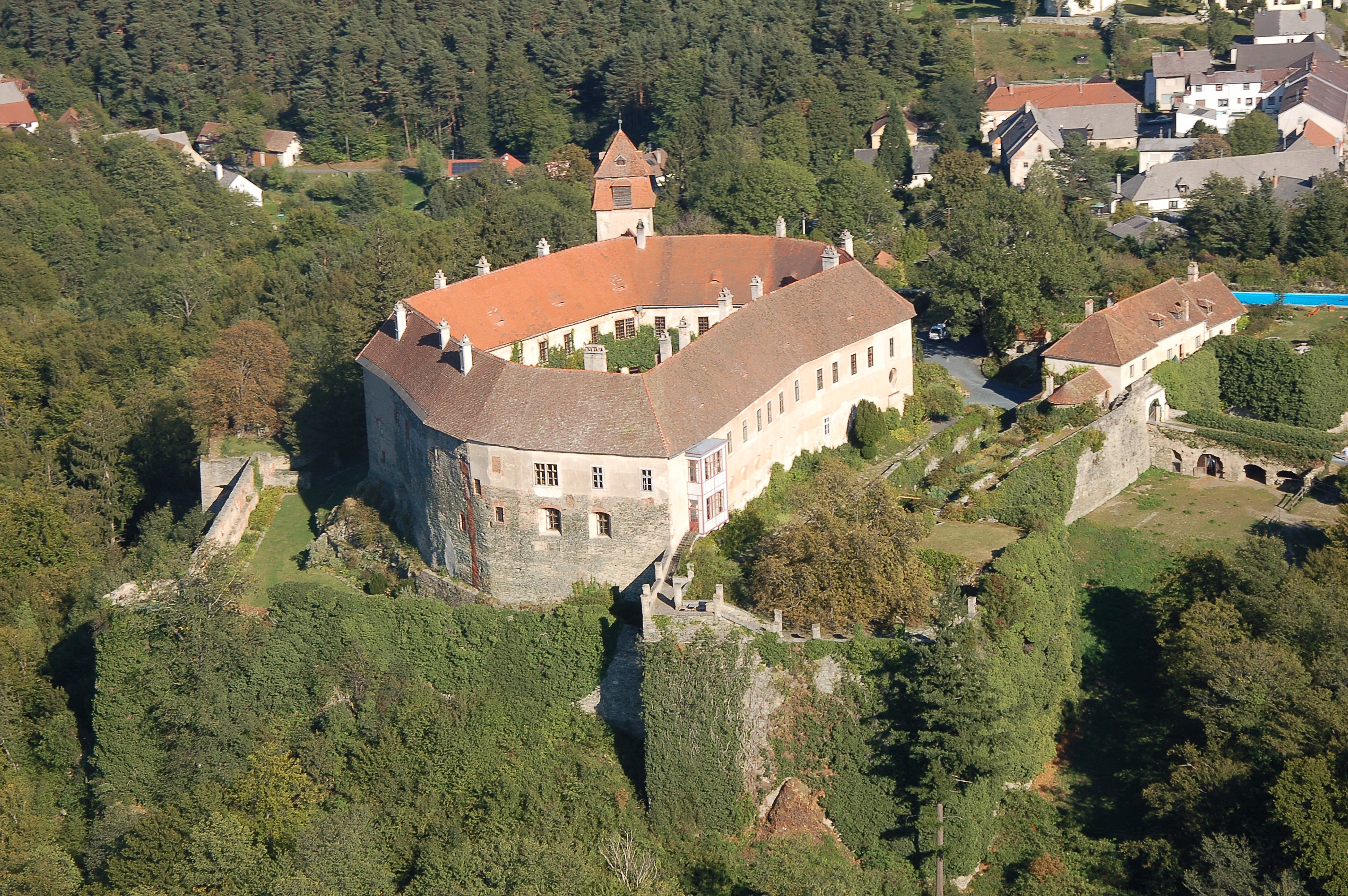
Il castello di Bernstein (Borostyánkő), una delle fortezze nell'Ungheria occidentale ceduta da Enrico Kőszegi a Ottocaro II di Boemia nell'autunno del 1270

Il monarca magiaro, che aveva appreso delle macchinazioni e delle aspirazioni di Ottocaro dietro la rivolta di Hahót, lanciò un'incursione di saccheggio in Austria intorno al 21 dicembre 1270. L'incursione si trasformò in guerra nella primavera del 1271, quando Ottocaro invase le terre a nord del Danubio nell'aprile del medesimo anno e conquistò diverse importanti fortezze nell'Alta Ungheria. Ottocaro sconfisse Stefano a Pressburgo il 9 maggio e a Mosonmagyaróvár il 15 maggio, ma Stefano vinse la battaglia decisiva sul fiume Rábca il 21 maggio. Gli emissari dei due sovrani raggiunsero un accordo a Pressburgo il 2 luglio. Ai sensi del trattato, Stefano promise di non aiutare gli avversari di Ottocaro in Carinzia, mentre il boemo rinunciò ai castelli che lui e i suoi sostenitori possedevano in Ungheria. Sebbene Ottocaro avesse rinunciato alle sue pretese sui territori conquistati in Ungheria, i Kőszegi, rafforzati con difensori boemi e stiriani, si rifiutarono di restituire le proprie roccaforti lungo il confine occidentale. Di conseguenza, il generale reale Gregorio Monoszló guidò un esercito reale che assediò ed espugnò i quattro castelli di Enrico Kőszegi (Kőszeg, Szentvid, Szalónak e Borostyánkő) nell'agosto del 1271.
Enrico Kőszegi trascorse i suoi due anni di esilio presso la corte boema a Praga, dal 1270 al 1272. Durante quel periodo, sposò una figlia non identificata del defunto e potente signore boemo, Smil von Lichtenburg (in ceco Smil z Lichtenburka) nel 1270. Ottocaro II gli donò la fortezza di Laa con il distretto circostante. In virtù del matrimonio contratto, Enrico divenne immediatamente membro dell'aristocrazia boema ed entrò al servizio di Ottocaro II sotto il diritto germanico. Dopo la vittoria di Stefano nella guerra del 1271, Ottocaro II ritirò il suo sostegno ai Kőszegi e agli altri aristocratici disertori. Stando al loro trattato, Enrico Kőszegi poteva mantenere i suoi possedimenti in Boemia e Austria, a condizione che non tentasse di recuperare i suoi possedimenti in Ungheria. Stefano V si astenne dal concedere l'amnistia ai signori emigrati, incluso Enrico, impedendogli così di tornare in patria.
Il bano Gioacchino Gutkeled rapì il figlio decenne ed erede di Stefano, Ladislao, e lo imprigionò nel castello di Koprivnica nell'estate del 1272. Stefano assediò la fortezza, ma non riuscì a conquistarla. Il re si ammalò e fu condotto sull'isola Csepel, morendo il 6 agosto 1272. Gioacchino Gutkeled partì alla volta di Albareale (Székesfehérvár) non appena fu informato della morte di Stefano V, in quanto voleva organizzare l'incoronazione di Ladislao. La vedova di Stefano, Elisabetta la Cumana, si unì a lui, suscitando l'ira dei sostenitori di Stefano V, i quali l'accusarono di aver cospirato contro il marito. Un importante nobile, Egidio Monoszló, assediò a fine agosto la residenza della regina madre ad Albareale per «salvare» Ladislao dall'influenza della fazione aristocratica rivale, ma la sua azione si concluse con un fallimento poiché gli uomini dei Gutkeled batterono il suo esercito dopo alcuni scontri violenti. Come scrive un cronista austriaco, Egidio, «temendo la vendetta della regina», fuggì a Pressburgo insieme al fratello Gregorio. I due conquistarono il castello locale e le aree circostanti e li consegnarono a Ottocaro II, che offrì loro rifugio. Ai fratelli Monoszló furono concessi castelli in Austria da Ottocaro, che li incaricò anche di amministrare Pressburgo e i presidi difensivi circostanti. Inoltre, tra i forti donati figurava Laa, che Enrico aveva ricevuto in donazione due anni prima. Questo trattamento favorevole fece adirare Enrico Kőszegi, che languiva alla corte boema attendendo invano che il re recuperasse i suoi castelli perduti in Ungheria. Di conseguenza, decise di tornare in Ungheria e si unì alla fazione aristocratica di Elisabetta e Gioacchino, nonostante le vecchie ruggini. Lui e i suoi figli fuggirono da Praga nell'autunno del 1272; Enrico ripudiò la moglie morava e annullò unilateralmente le sue nozze.

### Anarchia feudale

#### Regicida

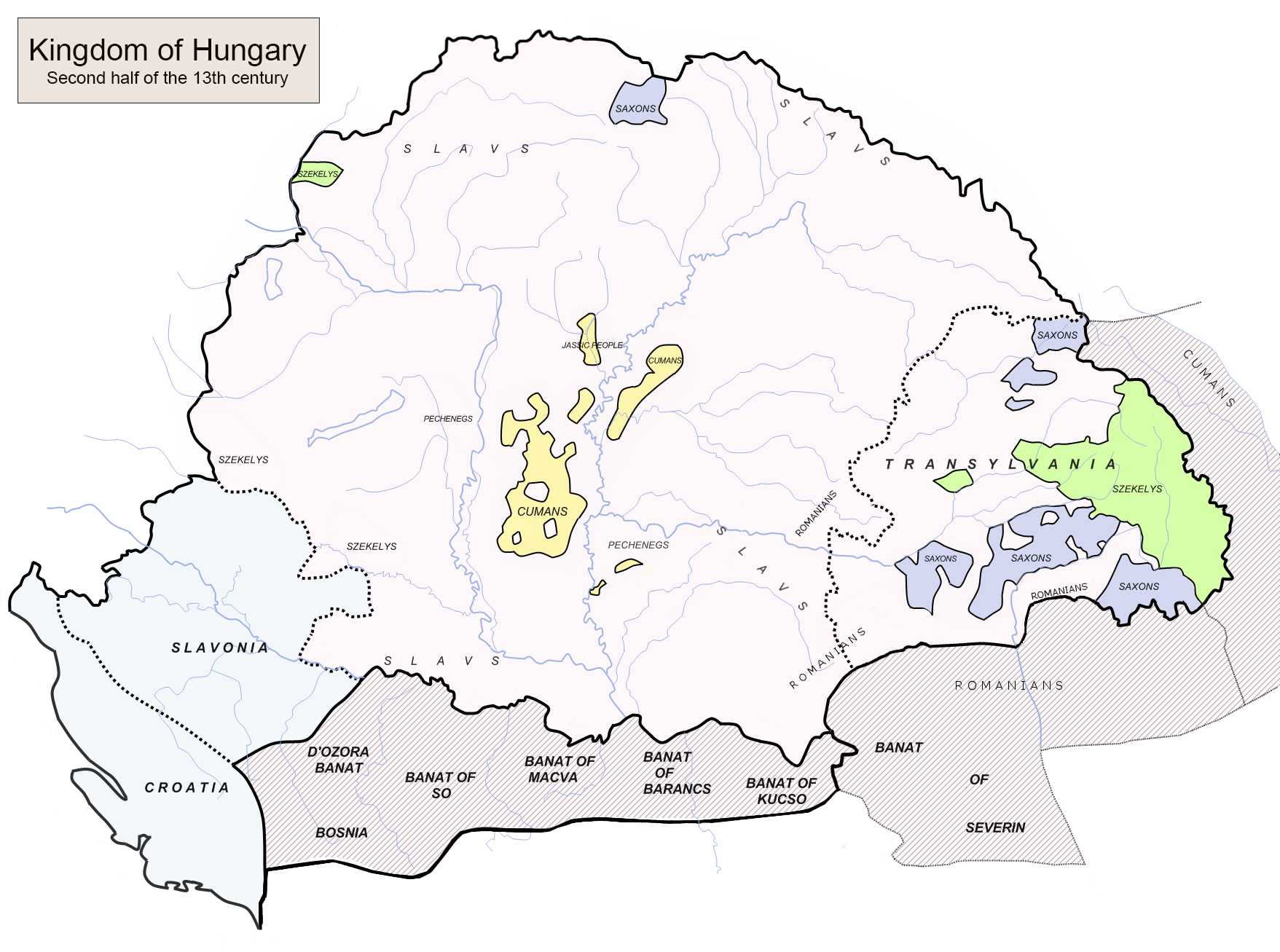
Il regno d'Ungheria (compresi i banati) nella seconda metà del XIII secolo

All'età di dieci anni, Ladislao IV fu incoronato re ad Albareale intorno al 3 settembre 1272. Pur in teoria governando sotto la reggenza della madre, Ladislao era in verità succube di fazioni nobili rivali, le quali si combattevano il controllo del potere. Arrivato in Ungheria all'inizio di novembre, Enrico Kőszegi domandò udienza alla corte reale di Buda e giurò fedeltà alla regina reggente. Nonostante il precedente tradimento, l'accoglienza fu cordiale, Enrico ricevette il perdono da Elisabetta e le terre confiscate ai Kőszegi tornarono ad appartenergli. Tuttavia, non ottenne una carica o una dignità nel consiglio della corona. Anche Béla di Macsó, che governava le province meridionali del regno d'Ungheria, si presentò alla corte per chiedere maggiore potere, un'influenza diretta e rispettosa negli affari del regno. A quel tempo, era l'unico parente maschio adulto più prossimo del giovane re in Ungheria. Elisabetta e il consiglio reale convocarono un'assemblea presso il convento domenicano sull'isola dei Conigli a metà novembre, a cui partecipò anche Enrico Kőszegi. Dopo un'accesa disputa, lui e il suo seguito assassinarono brutalmente il duca Béla. Enrico sguainò la spada e uccise il giovane principe, senza lasciare scampo né alla resistenza né all'intervento dei sostenitori di Béla. Il nobile e il suo complice continuarono a infierire sul cadavere anche dopo che il giovane Béla aveva ormai spirato per via dei numerosi colpi mortali. Il corpo fu quindi dilaniato, tanto che le fonti narrano di come le suore domenicane (tra cui la sorella di Béla, Margherita, e la nipote Elisabetta d'Ungheria, regina di Serbia) riuscirono a malapena a raccoglierlo.
L'atto di Enrico coincise con il secondo assassinio di un membro della famiglia reale ungherese dopo l'assassinio di Gertrude di Merania, consorte di Andrea II d'Ungheria, nel 1213. Assieme al rapimento di Ladislao compiuto da Gioacchino Gutkeled pochi mesi prima, l'episodio segnò l'inizio di una nuova era nel Regno d'Ungheria, detta dell'"anarchia feudale", che durò fino al 1320 e fu caratterizzata dalla crisi dell'autorità centrale e da lotte continue per la supremazia tra le emergenti province territoriali oligarchiche. Enrico Kőszegi aveva molteplici motivazioni per la deliberata preparazione dell'omicidio. L'intensità e la brutalità dell'omicidio sono indicate dalla rabbia personale che è aumentata dopo la battaglia di Isaszeg, quando Béla riuscì a fuggire dal campo di battaglia, lasciandosi alle spalle i suoi luogotenenti, tra cui Enrico catturato. Durante l'incontro, Enrico accusò Béla di tradimento, che presumibilmente contattò Ottocaro II tramite sua madre, la duchessa Anna, che risiedeva ancora a Praga, per stabilizzare la crisi politica interna. Nonostante la loro lesa maestà e la presenza personale della regina Elisabetta e del minore Ladislao, Enrico e i suoi complici erano liberi di lasciare la scena del crimine. Béla di Macsó era infatti il più importante nobile al di fuori della dinastia regnante, con cui comunque aveva dei legami ed era l'unico in età adulta a poter potenzialmente avanzare delle pretese al trono e agire contro le fazioni aristocratiche. Di conseguenza, all'assassinio non seguì alcuna rappresaglia, circostanza la quale rafforzò le posizioni politiche di Enrico Kőszegi. La provincia di Béla, il ricco e vasto ducato di Macsó, fu divisa tra i membri delle principali famiglie nobiliari nel giro di due settimane. Enrico divenne bano di Usora e bano di Ozora (le odierne Usora e Soli, nella Bosnia ed Erzegovina settentrionale), ricoprendo entrambe le cariche fino alla fine di marzo del 1273.

#### Lotta per il potere
Subito dopo l'assassinio, Enrico Kőszegi strinse un'alleanza con Gioacchino Gutkeled e i fratelli Geregye, formando uno dei due principali gruppi aristocratici, mentre l'altro era dominato dagli Csák e dai Monoszló. Durante la reggenza nominale della regina Elisabetta la Cumana, entrambe le parti desideravano partecipare all'esercizio del potere. La rivalità tra le due fazioni caratterizzò gli anni successivi. Secondo lo storico Bálint Hóman, nel primo lustro di regno di Ladislao IV si verificarono dodici "cambi di governo". Come annotato dallo storico Jenő Szűcs, gli anziani nobili che ricoprivano una qualche veste amministrativa ed erano palatini o comunque funzionari di spessore, tra cui Dionigi Péc, Ernye Ákos e Rolando Rátót, fungevano da punti di riferimento e "punti di forza" nei governi in rapida evoluzione. Enrico Kőszegi, nonostante la sua dignità relativamente bassa, fu considerato uno degli uomini più influenti nel regno d'Ungheria a cavallo tra il 1272 e il 1273. Inizialmente, Enrico e Gioacchino si allearono con la regina Elisabetta contro i sostenitori del defunto Stefano (in particolare gli Csák), ma, ben presto, esautorarono la regina madre e la sua corte, con il risultato che la sua reggenza rimase solo nominale. In sostituzione di Matteo Csák, Enrico Kőszegi fu nominato bano di Slavonia nel maggio del 1273, preservando la dignità fino alla morte. Come suo secondo nominò il vice-bano del Litorale (in latino vices gerens pro bano maritimo), Paolo I Šubić, che in seguito governò su gran parte della Dalmazia, della Slavonia e della Bosnia. In qualità di bano di Slavonia, Enrico Kőszegi inviò una lettera ai cittadini di Traù, esortandoli a eleggere il suo candidato preferito Tommaso come loro vescovo nel 1274.
Per rappresaglia alle incursioni ungheresi in Austria e Moravia, le truppe di Ottocaro invasero le terre di confine dell'Ungheria nell'aprile del 1273. L'esercito boemo si assicurò Giavarino e Szombathely, saccheggiando le contee occidentali. I baroni del regno stipularono temporaneamente una pace e si compattarono intorno a giugno allo scopo di reprimere il nemico. L'iniziativa ebbe successo: Gioacchino Gutkeled riconquistò i due forti summenzionati due mesi dopo, mentre Dionigi Péc combatté con una retroguardia boema vicino a Giavarino ad agosto. Enrico Kőszegi divenne il comandante dell'esercito reale, compiendo un'incursione nei dintorni di Presburgo, ancora sotto il controllo di Ottocaro. Le sue truppe sconfissero l'esercito boemo a Laa nel mese di agosto. Secondo gli Annali di Klosterneuburg, Enrico, insieme ai figli Nicola e Ivan, si intrufolò in Austria con il suo esercito durante il cessate il fuoco. Al suo avvicinarsi, l'esercito boemo, con Ottocaro, ripiegò dietro le mura di Laa, mentre le truppe di Enrico saccheggiarono la città circostante per due giorni. Durante i tentativi di fuga dei boemi, si verificarono diversi scontri. Ulrico di Dürnholz, capitano della Carinzia e genero di Ottocaro, fu ucciso durante uno di questi combattimenti. Infine, l'esercito di Ottocaro scacciò i magiari dall'Austria il terzo giorno. Nell'ambito di una seconda ondata dell'invasione boema, l'esercito di Ottocaro riprese il dominio su Giavarino e si impadronì di molte fortezze, tra cui Sopron, in autunno. Sebbene Enrico di Kőszegi fosse riuscito a impedire l'avanzata dei boemi lungo il fiume Váh, vasti territori e contee rimasero sotto la sovranità di Ottocaro e la guerra fu conclusa senza tregua o trattato di pace. La cooperazione delle fazioni aristocratiche durò soltanto pochi mesi. Nell'ottobre del 1273, la coalizione dei Kőszegi-Gutkeled-Geregye prese il controllo del paese, cacciando la stirpe degli Csák. Abolendo l'equilibrio di potere tra i due gruppi rivali, i Kőszegi e i loro alleati espulsero diversi membri del consiglio reale e insediarono un proprio «governo di partito» omogeneo alla fine del 1273, come lo ha definito Szűcs nella sua monografia.
Matteo Csák e i suoi alleati rimossero il voivoda Nicola Geregye dal potere all'inizio di giugno del 1274, ma Enrico Kőszegi e i fratelli Gutkeled riuscirono a mantenere le loro posizioni, sebbene il loro governo omogeneo fosse stato posto fine. Temendo la graduale avanzata del gruppo rivale nelle settimane precedenti, Gioacchino Gutkeled ed Enrico Kőszegi catturarono Ladislao IV e sua madre vicino a Buda alla fine di giugno del 1274. In seguito ripristinarono un governo omogeneo, mentre il giovane monarca e la regina Elisabetta furono praticamente segregati. Sebbene Pietro Csák avesse liberato il re e sua madre in breve tempo, i due potenti signori, Enrico Kőszegi e Gioacchino Gutkeled catturarono il fratello minore di Ladislao, Andrea, e lo condussero in Slavonia, il centro della loro base politica. Rivendicarono la Slavonia in nome del duca Andrea e intendevano utilizzare il giovane principe come "anti-re" contro il fratello maggiore, che nel frattempo era caduto sotto l'influenza degli Csák. Durante il loro viaggio verso la provincia meridionale, l'esercito reale guidato da Pietro Csák e Lorenzo Aba li inseguì e li catturò ancora in Transdanubio. Le truppe fedeli a Ladislao sconfissero le loro forze congiunte nella battaglia di Föveny (o Bökénysomló), nei pressi dell'odierna Polgárdi, nei giorni tra il 26 e il 29 settembre 1274. Enrico Kőszegi fu ucciso nello scontro, mentre Gioacchino Gutkeled riuscì a sopravvivere. Anche i figli di Enrico, Nicola e Ivan, fuggirono dal campo di battaglia, ritirando le loro truppe nelle terre di confine tra Ungheria e Austria. Successivamente, nell'autunno del 1274, Pietro Csák, con il consenso di Ladislao IV, radunò un esercito contro il dominio dei Kőszegi; marciarono nell'Ungheria occidentale, saccheggiando i possedimenti terrieri dei fratelli. Nicola e Ivan si barricarono nel castello di Szalónak. L'esercito reale assediò il castello, sia pur senza riuscire a conquistarlo a causa dell'inverno imminente. Grazie agli ambiziosi e spregiudicati figli di Enrico, la famiglia Kőszegi sopravvisse alla morte del pater familias e, nonostante i crimini passati, riuscì a tornare al potere nella primavera del 1275.

## Discendenza
Enrico Kőszegi ebbe quattro figli da una moglie ignota. Nicola I e il già citato Ivan furono assegnati ad alte dignità durante l'epoca tarda in cui fu al potere la dinastia degli Arpadi, mentre Pietro indossò le vesti di vescovo di Vesprimia dal 1275 fino al suo assassinio nel 1289. Nacquero all'incirca tra il 1240 e il 1250. Lo storico Attila Zsoldos ha sostenuto che il quarto figlio, Enrico II era molto più giovane dei suoi fratelli (quindi nato probabilmente fra il 1255 e il 1260); appare per la prima volta nei documenti contemporanei più di un decennio dopo la prima menzione dei suoi fratelli, che a quel tempo esercitavano un'attiva attività politica e militare. Zsoldos ha ritenuto che Enrico II sia nato da un potenziale secondo matrimonio di suo padre. Enrico ebbe anche una figlia il cui nome è ignoto che sposò Demetrio Csák, conte del Bakony e fu la madre del frate domenicano, il beato Maurizio Csák. Successivamente si unì alle monache domenicane dell'isola Margherita.